# Улица Рауа
Улица Ра́уа (эст. Raua tänav, с эст. — Железная улица) — улица в Таллине, столице Эстонии. 

## География
Находится в районе Кесклинн. Пролегает через микрорайоны Рауа и Кадриорг. Начинается от улицы Гонсиори, пересекается с улицами Пронкси, Рауа пыйк, Ф. Р. Крейцвальда, Теразе, Вазе и Юри Вильмса, заканчивается у Нарвского шоссе.
Между улицами Пронкси и Ю. Вильмса улица Рауа имеет одностороннее движение.
Протяжённость улицы — 893 метра.

## История
Названия улицы согласно письменным источникам разных лет:
- 1907 год, 1916 год — Железная улица;
- 1907 год, 1942 год — нем. Eisenstraße;
- с 4 марта 1952 года по 12 ноября 1989 года официальное название — улица Николая Гоголя, эст. Nikolai Gogoli tänav;
- с 13 ноября 1989 года официальное название — улица Рауа, эст. Raua tänav.

Общественный транспорт по улице не курсирует.

## Застройка

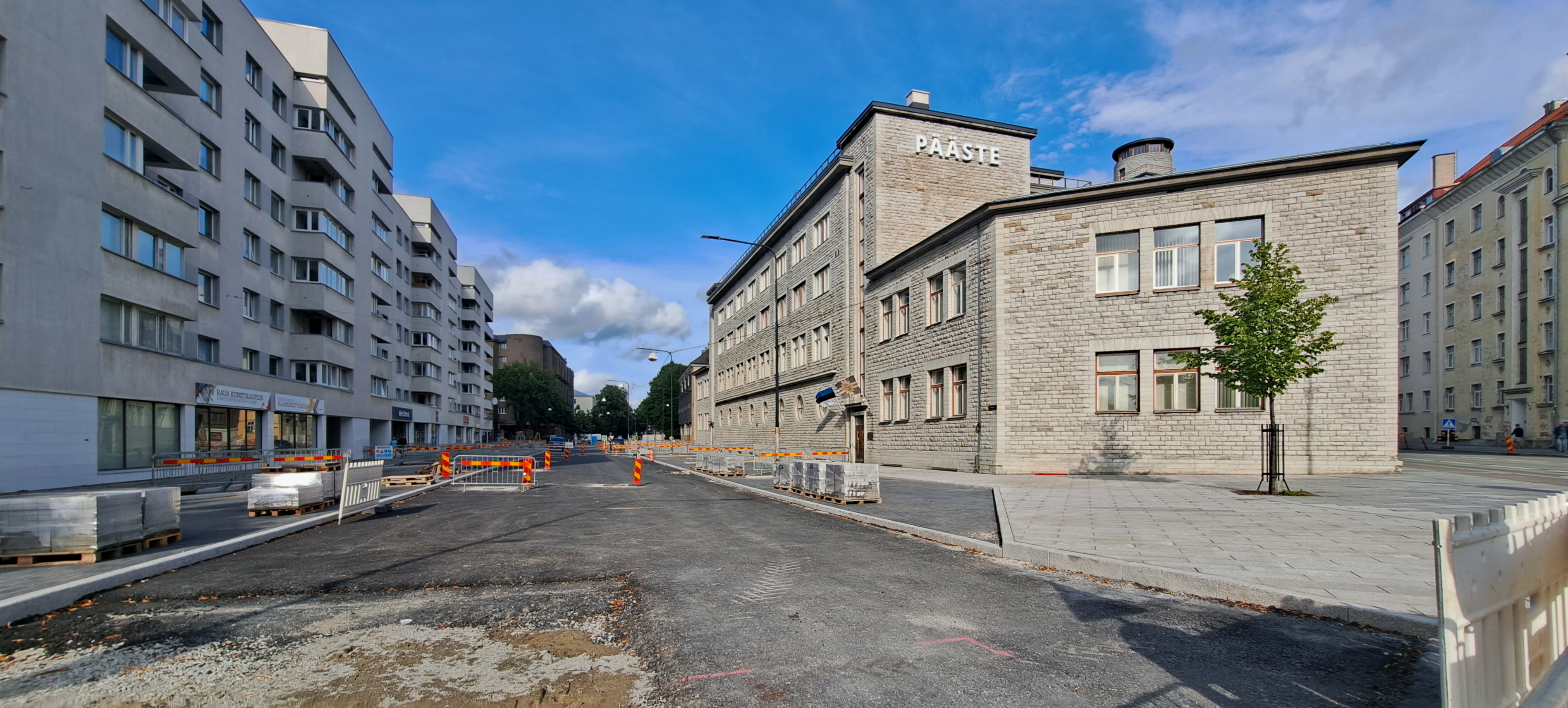
2023 год, улица Рауа в ходе строительства новой трамвайной линии

Застройка улицы относится к первой половине XX века. На улице расположены небольшие магазины и предприятия обслуживания, в частности, работающая ещё с 1937 года легендарная баня «Рауа». Для своего времена она была самой модной и популярной в городе; реновирована в 2016 году.

### Памятники культуры

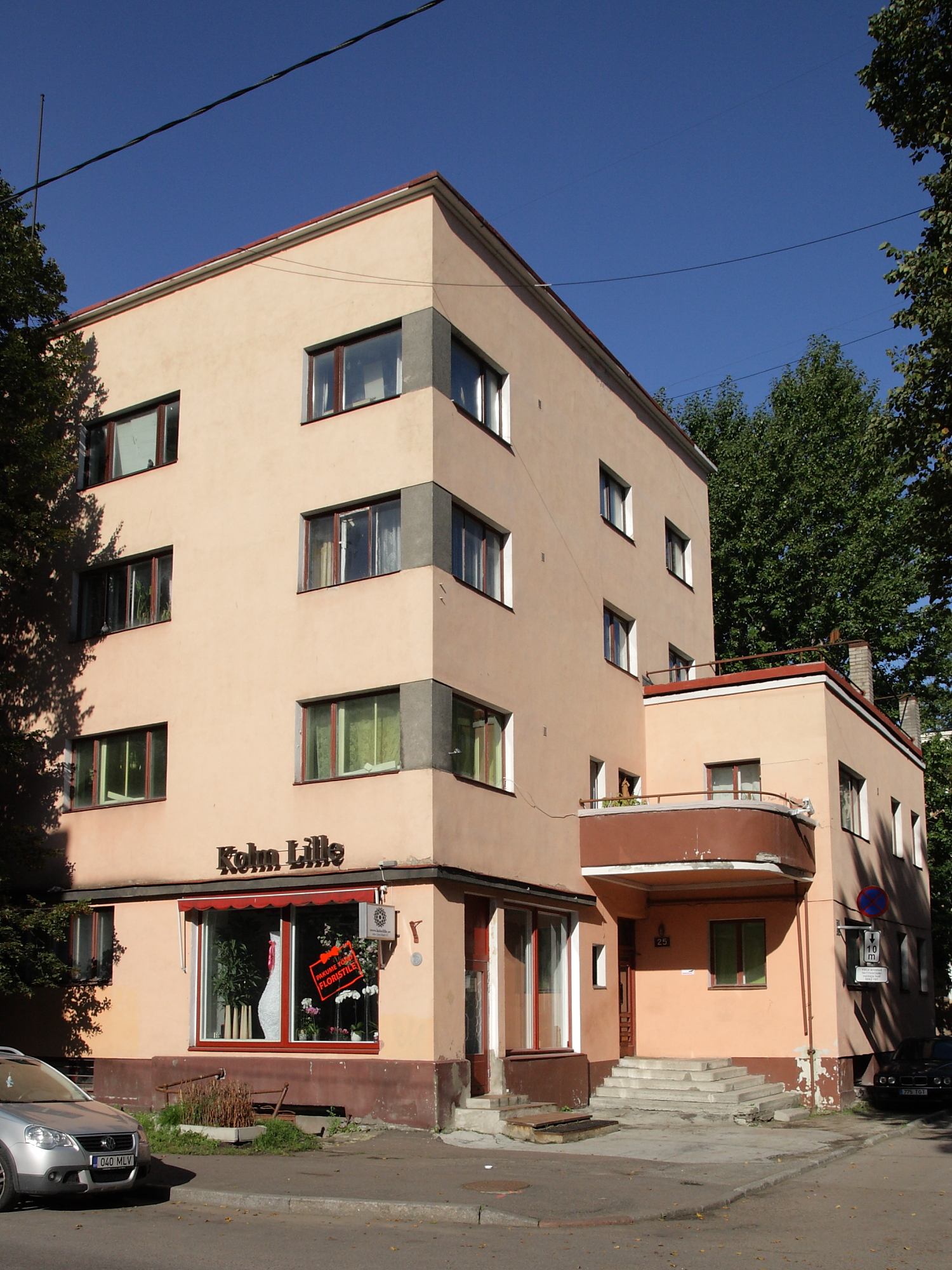
Дом 27

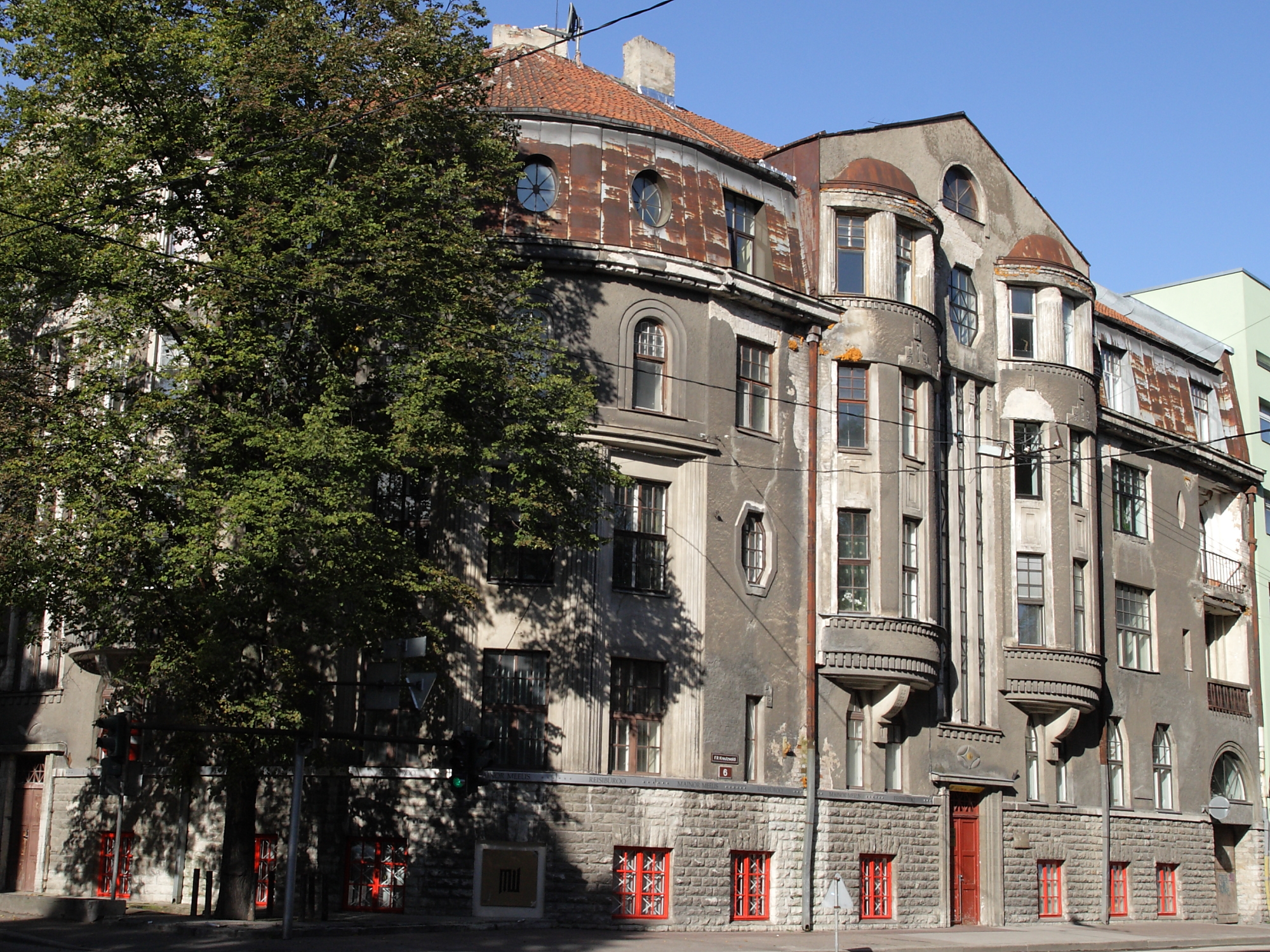
Дом 39

- Raua tn 2 — здание пожарной части. Является одним из шедевров плитнякового функционализма. Проект архитектора Герберта Йохансона[эст.] (1884—1964) 1936 года, строительство завершено в 1939 году. Расположена на равностороннем треугольном участке, на углу которого находится башня для сушки водяных шлангов, по гипотенузе расположен четырёхэтажный главный корпус. Здесь размещались пожарная часть (гаражи, помещения для пожарных команд) и профсоюз пожарных (помещения для руководства, музей (работает и в настоящее время), магазин, учебные классы, спортзал), а также семь квартир[6];
- Raua tn 4 —  большое шестиэтажное каменное здание в стиле традиционализма с некоторыми чертами экспрессионистского архитектурного языка спроектировано в 1922–1923 годах по заказу городских властей. Примечательный образец творчества архитекторов Герберта Йохансона и Эугена Хаберманна[нем.]. Строительство завершено в 1924 году. Здание было задумано как жилой дом для учителей[7];
- Raua tn 6 — школьное здание в стиле неоклассицизма по проекту архитектора Артура Перна 1922 года. Строительство завершено в 1924 году[8];
- Raua tn 25 — четырёхэтажное здание входит в компактный ансамбль многоквартирных каменных домов с элементами функционализма на улице Рауа, который был создан в 1932–1936 годах по замыслу архитектора Антона Соанса. Это первый и самый выразительный дом ансамбля, спроектированный самим Соансом, который должен был стать образцом для следующих зданий. Является ярким и хорошо сохранившимся образцом современного довоенного жилого дома[9];
- Raua tn 27 — четырёхэтажное здание входит в ансамбль многоквартирных домов на улице Рауа. Спроектировано архитектором Йоханом Остратом[эст.]. Построено в 1934 году. Образец представительного модернистского жилого дома, сохранившегося в полном объёме и со многими оригинальными деталями[10];
- Raua tn 29 — построенное  1936 году пятиэтажное здание входит в ансамбль многоквартирных домов на улице Рауа, его спроектировал Ричард Фалькенберг (Richard Falkenberg)[11];
- Raua tn 30 — деревянный жилой дом, предназначенный для обеспеченных арендаторов. Построен в 1902 году. Среди деревянных домов Таллина начала XX века имеет исключительную черту — подвал с высокими сводчатыми потолками. Автор проекта — таллинский архитектор Николай Тамм[12];
- Raua tn 31 — четырёхэтажное здание, построенное в 1936 году, входит в ансамбль многоквартирных домов на улице Рауа. Проект архитектора Карла Тарваса[13];
- Raua tn 33 — построенное в 1935 году четырёхэтажное здание входит в ансамбль многоквартирных домов на улице Рауа, его спроектировал Артур Ветемаа[14];
- Raua tn 35 — четырёхэтажное здание входит в ансамбль многоквартирных домов на улице Рауа. Авторы проекта — архитекторы Артур Ветемаа (Artur Vetemaa) и Виллем Сейдра[эст.]. Как отдельное здание, является также примечательным и хорошо сохранившимся образцом современного довоенного жилого дома[15];
- Raua tn 39 — здание построено в 1913 году. Представительный образец четырёхэтажного доходного дома. Яркий пример работы архитектора Карла Бурмана. Стилистически здание относится к так называемому «петербургскому (нордическому) модерну». В своей угловой части оно имеет высокие лестницы, выступающие из общего объёма, и по обе стороны от них симметричные круглые навесы с куполообразными крышами, поддерживаемые консолями. Фасады украшены полуколоннами и четверть-колоннами с консольными карнизами, лоджиями, оштукатуренными поверхностями разного цвета и окнами разной формы. На каждом этаже дома расположены две 4-комнатные и две 3-комнатные квартиры. На цокольном этаже здания находятся коммерческие помещения[16];
- Raua tn 41 — трёхэтажный деревянный жилой дом в стиле модерн, построенный в 1912 году по проекту инженера Максимилиана Арронета, часть так называемого «квартала Коха»[17].

Состояние всех внесённых в Государственный регистр памятников культуры Эстонии зданий на улице Рауа при инспектировании в 2015–2020 годах признано хорошим. 

Улица Рауа, памятники культуры
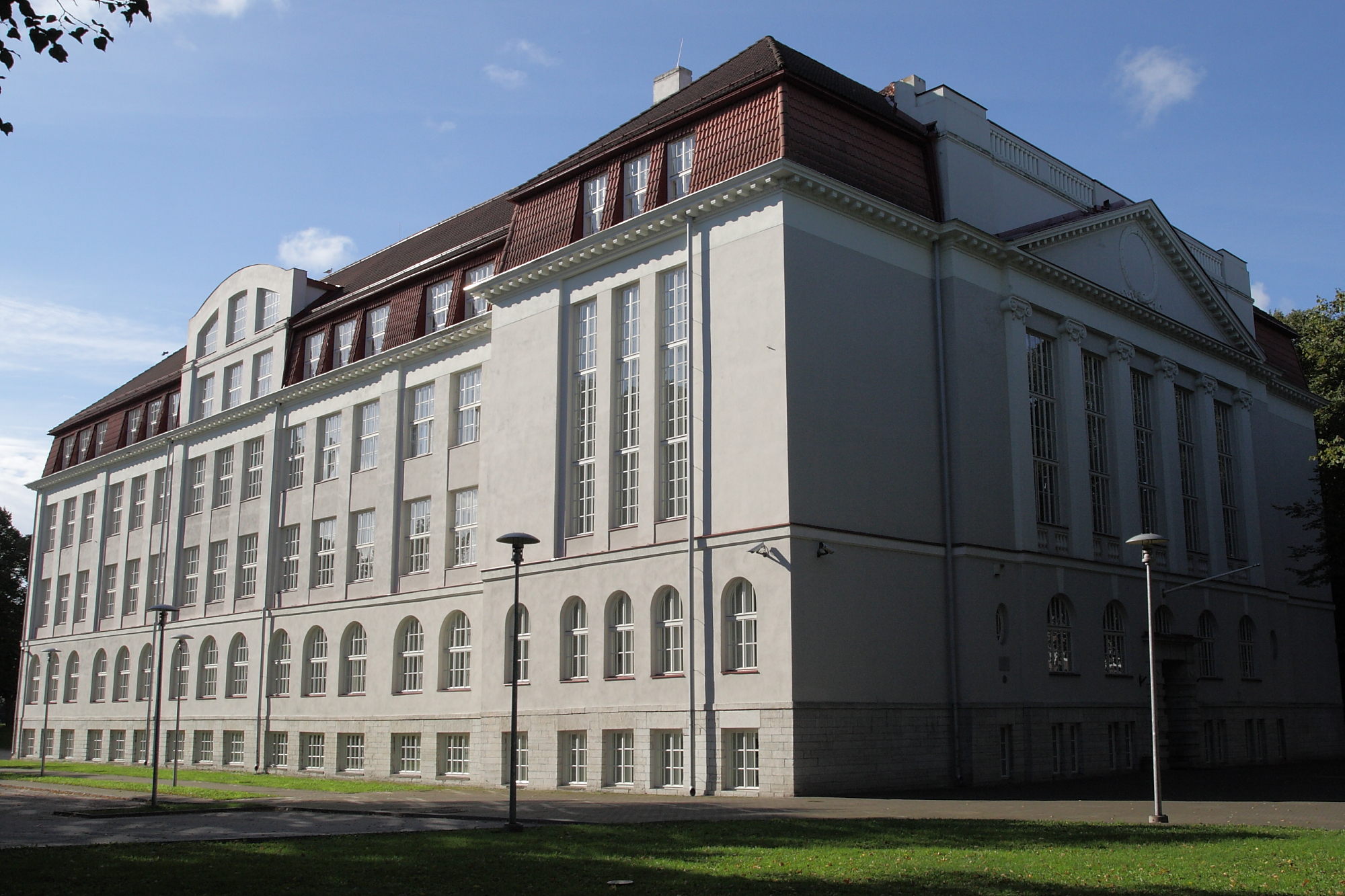
Дом 6
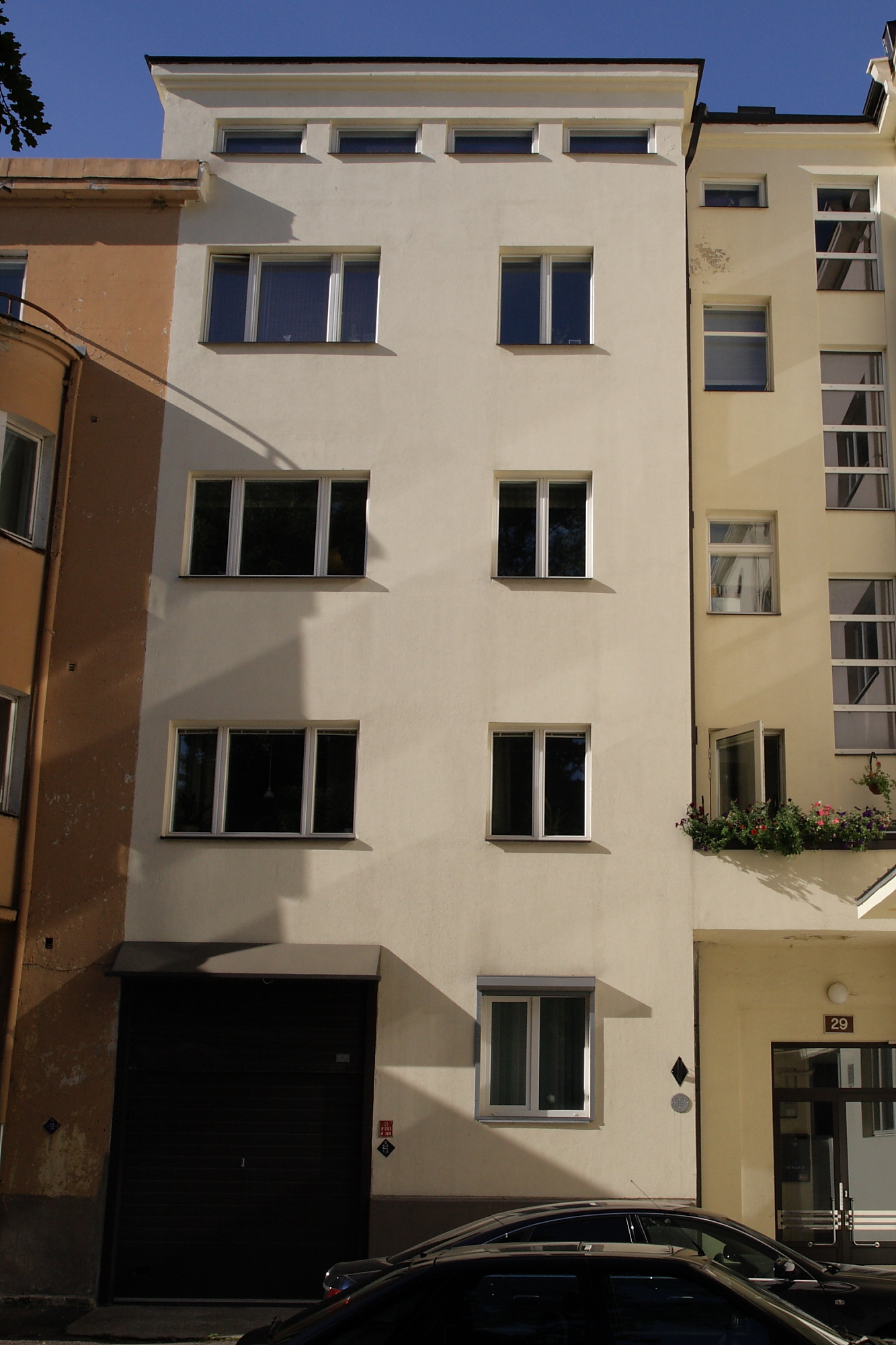
Дом 29
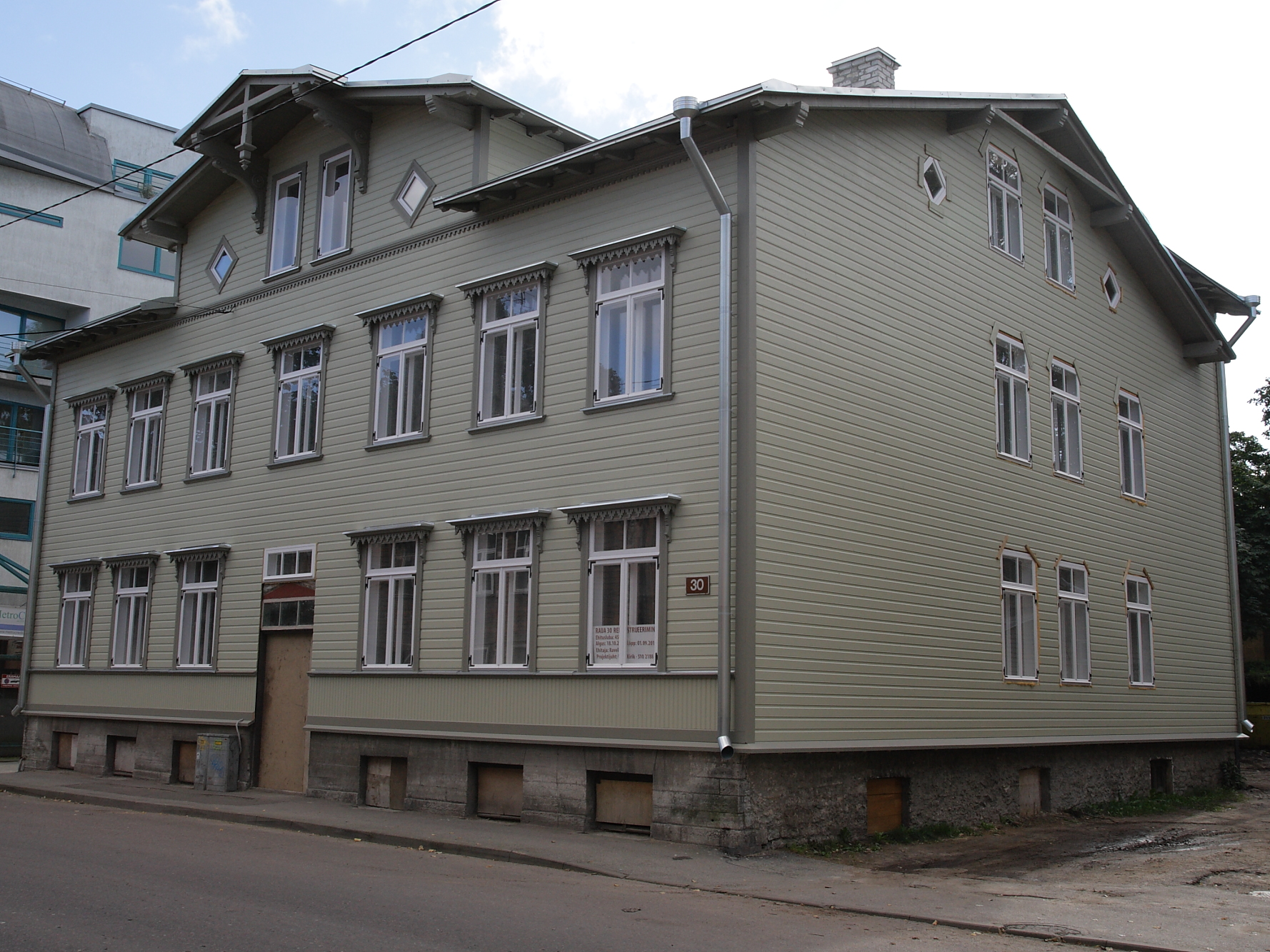
Дом 30
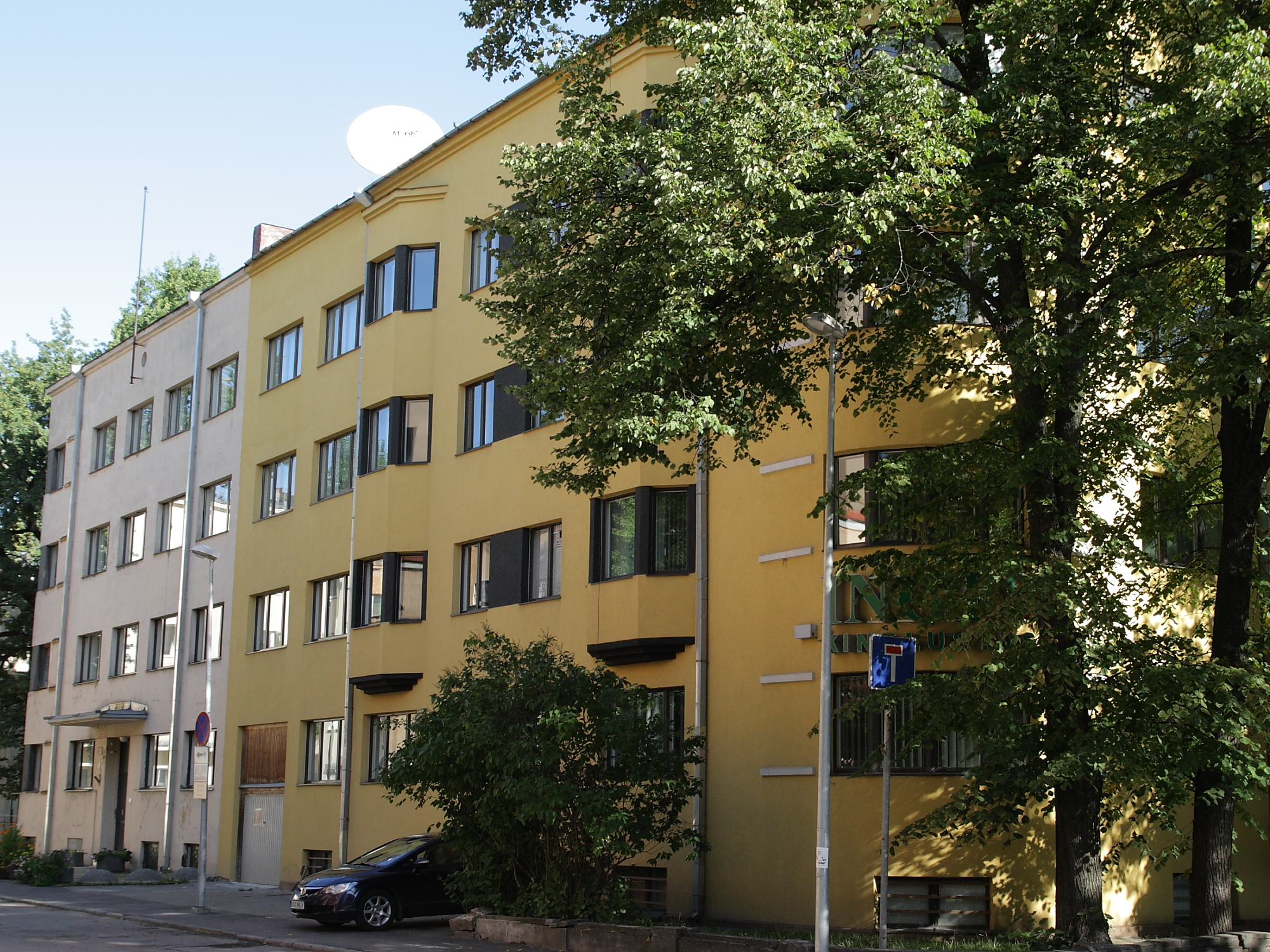
Дом 35
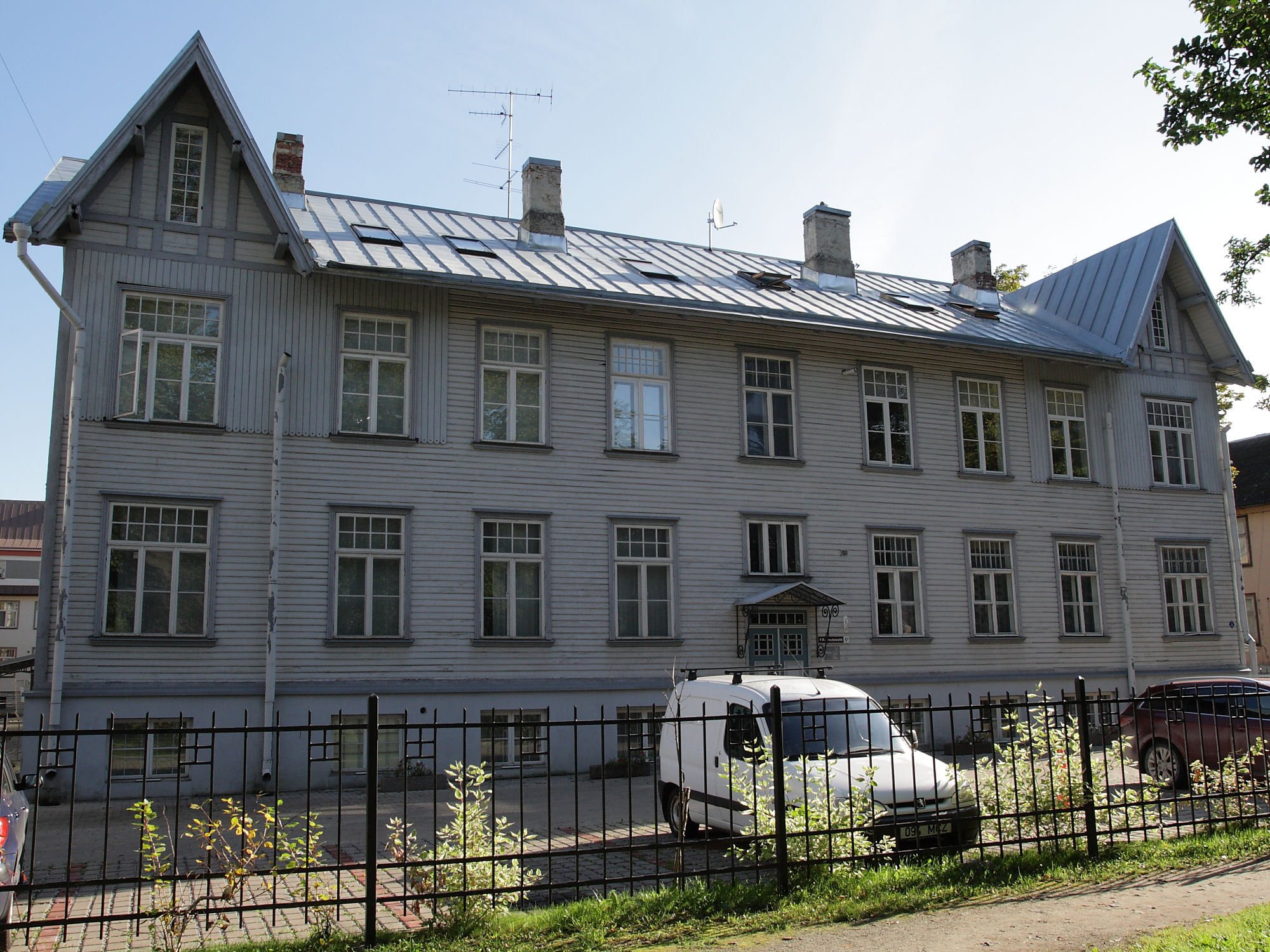
Дом 41